# Mitrocoma discoidea
Mitrocoma discoidea is een hydroïdpoliep uit de familie Mitrocomidae. De poliep komt uit het geslacht Mitrocoma. Mitrocoma discoidea werd in 1909 voor het eerst wetenschappelijk beschreven door Torrey. 